# Keta (jezioro)
Keta (ros. Кета lub Хита) – duże słodkowodne jezioro w rejonie tajmyrskim (dołgańsko-nienieckim) w Kraju Krasnojarskim w azjatyckiej środkowej części Rosji, w zachodniej części gór Putorana. Jego powierzchnia wynosi 452 km². Z jeziora wypływa rzeka Rybna (ros. Рыбная) wchodząca w skład dorzecza rzeki Piasiny (ros. Пясина).